# Claudia Salvatori
 (juin 2019).
Si vous disposez d'ouvrages ou d'articles de référence ou si vous connaissez des sites web de qualité traitant du thème abordé ici, merci de compléter l'article en donnant les références utiles à sa vérifiabilité et en les liant à la section « Notes et références ».
Pour les articles homonymes, voir Salvatori.
Claudia Salvatori, née le 27 juillet 1954 à Gênes, en Ligurie, est une romancière et une scénariste de fumetti italienne. Ses écrits ne sont pas traduits en français.

## Biographie
Elle débute comme scénariste de fumetti à la fin des années 1970. De 1985 à 2000, elle travaille pour Editoria Disney, une filiale de la The Walt Disney Company Italia. Elle collabore ainsi à de nombreux numéros du magazine pour la jeunesse Topolino.
En parallèle, elle se lance dans l’écriture de romans et nouvelles. Elle publie de nombreux textes dans les genres du roman policier, du roman d'espionnage, du roman noir et du giallo. Elle remporte le prix Scerbanenco en 2001 pour son roman noir Sublime anima di donna. Elle collabore également avec divers magazines féminins, dont plusieurs titres du groupe de presse italien Arnoldo Mondadori Editore.

## Œuvre

### SérieWalkiria Nera
- La genesi del male (2007)
- Rifiutato dal mare (2008)
- Golden Dawn (2008)
- Progetto Lebensborn (2012)

### Autres romans
- Più tardi da Amelia (1985)
- La donna senza testa (1990)
- Columbus Day (1992)
- Superman non muore mai (1994)
- Mistero a Castel Rundegg (1994)
- Schiavo e padrona (1996)
- La canzone di Iolanda (1998)
- Sublime anima di donna (2000)
- Ildegarda. Badessa, visionaria, esorcista (2004)
- La donna senza testa (2005)
- Il sorriso di Anthony Perkins (2005)
- Nessuno piange per il diavolo (2006)
- Sexy thriller (2006, avec Sabina Marchesi)
- La donna che gioca con i gatti (2007)
- Abel (2009)
- Il mago e l'imperatrice (2010)
- Il sole invincibile (2011)
- Il cavaliere d'Islanda (2012)

### Nouvelles
- Il volo dell’elefante (1997)
- Serial killer mon amour (2000)
- Nel corpo della dark lady (2000)
- Messe nere a Milano (2001)
- The Winter Blues (2003)
- La sindrome di Bonnet (2004)
- Tra il sole e la notte (2004)
- Lettera a un mostro (2005)
- Anime amareggiate (2005)
- Carne e cioccolata (2006)
- Fondi di caffè (2006)
- L'ultima donna e la prima televisione (2007)
- Carne e pietra (2007)
- Figli di solo padre (2008)
- L'ultima fine d'estate (2009)
- Avvocati, poliziotti e angeli (2009)
- Le meraviglie del liceo femminile (2009)
- La superbia del poeta (2010)

## Filmographie

### Comme auteur adapté
- 2001 : Amorestremo (it), film italien réalisé par Maria Martinelli d’après le roman Schiavo e padrona, avec Rocco Siffredi.

## Vidéoclip
- 2010 : Naike Rivelli - Unspoken (avec Naike Rivelli, Anastasia Rage et Claudia Salvatori)[1]

## Prix et distinctions
- Prix Tedeschi (it) 1985 pour Più tardi da Amelia.
- Prix Scerbanenco 2001 pour Sublime anima di donna.